# Adam Lazzara
Adam Lazzara nació el 22 de septiembre de 1981 en Sheffield, Alabama con el nombre de Adam Burbank Lazzara. Es conocido por ser el cantante y líder de la banda estadounidense de rock alternativo Taking Back Sunday.

## Biografía
Adam Lazzara nació en Sheffield, Alabama, sin embargo creció en High Point, Carolina del Norte, donde estudió en el instituto Southwest Guilford High School (North Carolina). Después del instituto, Lazzara se mudó a Long Island. Allí sustituye a Antonio Longo, cantante de Taking Back Sunday que dejaba la banda tras grabar un par de EP. Graba una demo con ellos y Victory Records les ficha para grabar Tell All Your Friends.
En principio, Lazzara entró en TBS como bajista, pero la banda decide aceptar en ese lugar a Shaun Cooper y Lazzara queda como cantante principal, acompañado por los coros de John Nolan. La banda logra un gran éxito y la fama con Tell All Your Friends, pero Nolan y Lazzara tienen problemas entre ellos, los cuales se remontan a una antigua relación que Lazzara mantuvo con Michelle Nolan, hermana de John y colaboradora en los coros de algunas canciones en Tell All Your Friends. Poco después Nolan, su hermana y el bajista Shaun Cooper dejan TBS y forman Straylight Run. Mantuvo un noviazgo con la cantante indie Chauntelle DuPree.